# 石和溫泉
石和溫泉（日语：／）是日本山梨縣笛吹市的溫泉。附近的春日居溫泉和日出溫泉和石和溫泉一起叫做石和溫泉鄉。

## 泉質
- 石和溫泉：鹼性單純溫泉[1]
- 春日居温泉：鹼性單純泉
- 日之出溫泉：單純溫泉

## 飯店
許多旅館都位于近津用水路附近，該渡槽曾経是笛吹川。